# William Somerset Maugham
William Somerset Maugham (Parijs, 25 januari 1874 - Saint-Jean-Cap-Ferrat bij Nice, 16 december 1965) was een in Frankrijk geboren Brit, schrijver van een groot aantal romans, verhalenbundels, toneelstukken, reisverhalen en essays. Hij wordt algemeen beschouwd als een meester-verhalenverteller. Zijn werk wordt gekenmerkt door humor en een licht satirische (soms cynische) en analytische benadering. Vaak worden in zijn werk mensen met hun zwakheden en verborgen drijfveren in de meest uiteenlopende omstandigheden uitgetekend. Hij betrok daarbij veel van zijn eigen reis- en levenservaringen.
Een van zijn bekendste romans is Of Human Bondage, waarvan voor zijn dood al 10 miljoen exemplaren waren verkocht. Een van zijn bekendste korte verhalen is Rain. Veel van zijn werk is verfilmd of bewerkt als televisiedrama.

## Levensloop
Somerset Maugham groeide op in Frankrijk, toen hij acht jaar oud was overleed zijn moeder bij de geboorte van een kind dat maar één dag geleefd heeft; twee jaar later overleed zijn vader, een jurist in dienst van de Britse ambassade in Parijs. Familie haalde hem naar Kent en plaatste hem intern op de King's School in Canterbury. In de vakanties woonde hij bij een oom en tante in Whitstable. In deze voor hem moeilijke periode begon hij te stotteren, een handicap die hem meer verlegen en introverter maakte dan hij van nature was. Zijn zwakke gezondheid gaf bijkomende problemen. Niettemin moet hij geen hekel aan de school hebben gehad, gezien het feit dat die na zijn dood zijn boeken, enkele manuscripten, een som geld en de as van zijn crematie ontving.
Na de kostschool studeerde Maugham filosofie en literatuur aan de Universiteit van Heidelberg (studie afgebroken) en vanaf 1892 chirurgie in Londen, waar hij verbonden was aan het St. Thomas-ziekenhuis. In 1897 studeerde hij af. Het succes van zijn eerste roman, Liza of Lambeth (1897) en de ontvangst van een tweetal erfenissen deden hem echter besluiten zich aan de literatuur te wijden.
In 1914, tijdens de Eerste Wereldoorlog, zette hij zich een periode praktisch in voor het Rode Kruis in Frankrijk. Als geheim agent voor de Britse militaire inlichtingendienst Wallinger London werkte hij in Genève en in Petrograd, waar hij betrokken was bij pogingen de uitbraak van de Russische Revolutie tegen te houden. Later schreef hij gebaseerd op zijn ervaringen een aantal korte verhalen die zijn gebundeld in Ashenden: Or the British Agent dat in 1928 voor het eerst uitkwam. Naar verluidt adviseerde Winston Churchill Maugham om 14 verhalen te vernietigen. In 1936 verfilmde Alfred Hitchcock een tweetal verhalen tot de film Secret Agent met John Gielgud in de hoofdrol.
In 1916 trouwde Maugham met zijn maîtresse, de in die tijd bekende binnenhuisarchitecte (ze voerde in de jaren twintig het witte interieur in) Maud Gwendolen Syrie Barnardo, een dochter van Dr. Thomas Barnardo, stichter van weeshuizen. Zij scheidde vanwege een affaire van haar man, Sir Henry Wellcome. Het grootste deel van hun huwelijk bleven Maugham en Syrie echter apart wonen. Sommigen menen dat Maugham wellicht homoseksueel was, maar daar niet voor wilde uitkomen uit angst voor wat collega-auteur Oscar Wilde was overkomen (gevangenschap). Zeker is dat Maugham vanwege die gebeurtenissen angstvallig vermeed het thema homoseksualiteit in zijn stukken te verwerken. Een complicerende factor in zijn huwelijk was mogelijk zijn vriendschap met de jonge en extraverte Amerikaan Gerald Haxton. Tijdens Maughams vele reizen die hij vanaf 1914 ondernam was hij vaak in gezelschap van zijn kompaan. Tot diens dood in 1944 zouden ze samen blijven reizen. 
In 1926 kocht hij een huis, 'Villa Mauresque', in Saint-Jean, Cap Ferrat aan de Franse Rivièra, waar hij vaak bezoek kreeg van schrijvers en andere beroemdheden, zoals Winston Churchill, Aldous Huxley, en de beruchte Aleister Crowley, die Somerset vereeuwigde in zijn roman The Magician uit 1909. Hij zou er, wanneer hij niet op reis was, blijven wonen tot zijn dood in 1965.
Na een turbulent huwelijk scheidden Maugham en Syrie in 1928 (1927?). Ze hadden één dochter, Elizabeth Mary Maugham (Liza) (1915 - 1998).
In 1940 wachtte Maugham het verloop van de oorlog niet af en vluchtte vanuit Frankrijk per boot naar de Verenigde Staten, waar hij de oorlog rustig uitzat. In 1944 overleed Gerald Haxton. Maugham keerde na de oorlog naar Frankrijk terug in gezelschap van Alan Searle. In 1946 riep hij de Somerset Maugham Award in het leven, een prijs die jonge schrijvers in staat stelde te reizen.
Maugham heeft altijd beweerd en volgehouden slechts een verhalenverteller te zijn en classificeerde zichzelf als tweederangs romancier:
"There are three basic rules for writing a novel. Unfortunately nobody knows what they are" (Er zijn drie basisregels voor het schrijven van een roman. Helaas weet niemand welke dat zijn)
"I am in the very first row of the second-rate" (Ik sta bovenaan de lijst van tweede-klassers)
"I have never pretended to be anything but a story teller." (Ik heb nooit gepretendeerd iets anders te zijn dan een verhalenverteller)
- laatste uitspraak uit "The Author excuses himself", voorwoord bij Creatures of circumstance, 1947.
Niettemin bleek uit zijn autobiografie The Summing Up van 1938 enige teleurstelling dat hij niet voldoende serieus genomen werd.
Maugham werd 91 jaar oud. Hij stierf in het Zuid-Franse Nice op 16 december 1965.

## Werk
Maugham verwerkte veel van zijn reiservaringen en ontmoetingen in zijn verhalen, zoals zijn bekendste verhaal Rain (Regen), over een missionaris en een prostituee die met hem meereisden tot aan Pago Pago. In Maughams reisverhalen klinkt vooral zijn fascinatie door voor Zuidoost-Azië en de eilanden in de Stille Zuidzee. Hij schreef met humor en met een satirische ondertoon over het koloniale tijdperk.
Maugham schreef tussen 1903 en 1933 meer dan 30 toneelstukken, meest licht satirische komedies en zag tijdens zijn leven vele uitvoeringen daarvan. Het eerste stuk dat werd opgevoerd was A Man of Honour (1903). Een jaar na zijn eerste echte doorbraak als toneelschrijver, de uitvoering van het stuk Lady Frederick (1907), werden in Londen vier van zijn stukken tegelijk opgevoerd. Later zijn er echter vele in het vergeetboek geraakt. In 1933 keerde hij zich af van het toneel omdat theaterdirecteuren vaak niet gecharmeerd waren van de onderwerpen die hij in zijn stukken aansneed.
Met zijn autobiografische roman Of Human Bondage (1915) brak Maugham definitief door als romanschrijver. Het is een autobiografische roman die handelt over het leven van ene Philip Carey, een wees, die door een gelovige oom werd opgevoed. In plaats van stotteren gaf Maugham zijn hoofdpersoon als handicap een klompvoet.
Ondanks deze successen is Maugham wellicht het bekendst gebleven als schrijver van korte verhalen. Zijn stijl is helder en eenvoudig, zijn werken, ook zijn romans, zijn makkelijk leesbaar.
In zijn autobiografische werk (zie onder non-fictie) weidt hij uit over de relatie tussen literatuur en het literaire ambacht.

### Romans
- Liza of Lambeth (1897), over zijn ervaringen tijdens zijn studietijd in Londen, gesitueerd in de achterbuurten van de stad. Een roman in de zogenaamde 'nieuw-realistische stijl', geïnspireerd door Émile Zola.
- Mrs Craddock (1902)
- The Magician (1908)
- Of Human Bondage (1915), semiautobiografische roman, over de ongelukkige periode tijdens zijn jonge jaren en zijn ervaringen als medisch student.
- The Moon And Sixpence (1919), gebaseerd op het leven van de Franse schilder Paul Gauguin, die jarenlang op Tahiti leefde.
- The Painted Veil (1925)
- Ashenden: Or the British Agent (1928)
- Cakes And Ale: or, the Skeleton in the Cupboard (1930), fictie over het leven van Thomas Hardy
- The Narrow Corner (1932)
- Christmas Holiday (1939), misdaadverhaal, in 1944 verfilmd in de VS.
- Theatre (1937) Vert.: JULIA, De roman van een actrice (1951)
- Up at the Villa (1941), achtergrond: Tweede Wereldoorlog (de anschluss), locatie: Toscane. Ned. ver. De villa op de heuvel. Amsterdam: Atlas, 2000
- The Razor's Edge (1944), over ascetisme en mysticisme in India
- Then and Now (1946)
- Creatures of Circumstance (1947)
- Catalina (1948)

### Verhalenbundels
- The Trembling of a Leaf: Little Stories of the South Sea Islands (1921)
- The Casuarina Tree: Six Stories 1926
- Ah King: Six Stories (1933)
- Cosmopolitans: Very Short Stories (1936)
- The Mixture as Before (1940)
- Creatures of Circumstance (1947)
- Here and There: Short Shories (1948)
- Quartet (1948)
- Trio (1950)
- The Complete Short Stories of W. Somerset Maugham (1951)
- Encore (1951)
- Collected Short Stories (1969)

In 1951 verscheen een driedelige verzamelbundel. Enkele van Maughams korte verhalen werden verfilmd.

### Reisboeken, non-fictie, essays
- On a Chinese Screen (1922)
- The Truth at Last (1924) (autobiografie van de Victoriaanse acteur Sir Charles Hawtrey; Maugham maakte het boek af en redigeerde het na de dood van de Hawtrey in 1923)
- The Gentleman in the Parlour: A Record of a Journey from Rangoon to Haiphong (1930)
- Don Fernando: or, Variations on some Spanish themes (1935)
- The Summing Up (1938), autobiografie
- Strictly Personal (1941)
- A Writer's Notebook (1949), uittreksel uit persoonlijke aantekeningen
- Vagrant Mood: Six Essays (1952)
- The Partial View (1954), incl. The Summing Up en A Writer's Notebook
- The Travel Books of W. Somerset Maugham (1955)
- Points of View (1958), essays
- Looking Back (1962), een terugblik op zijn bittere relatie met Syrie
- Ten Novels and Their Authors (1963)
- Essays on Literature (1967)
- The Man With the Scar

### Toneelstukken (lijst incompleet)
- A Man of Honour (1903)
- Lady Frederick (1907)
- Our Betters (1917)
- The Circle (1921)
- The Constant Wife (1927)
- The Sacred Flame (1928)
- The Breadwinner (1930)
- For Services Rendered (1932), een anti-oorlogsdrama